# Smittina sitella
Smittina sitella är en mossdjursart som beskrevs av Hayward och Cook 1983. Smittina sitella ingår i släktet Smittina och familjen Smittinidae. Inga underarter finns listade i Catalogue of Life.